# Parcul Național Dorrigo
Coordonate: 30° 20' S 152° 49' O

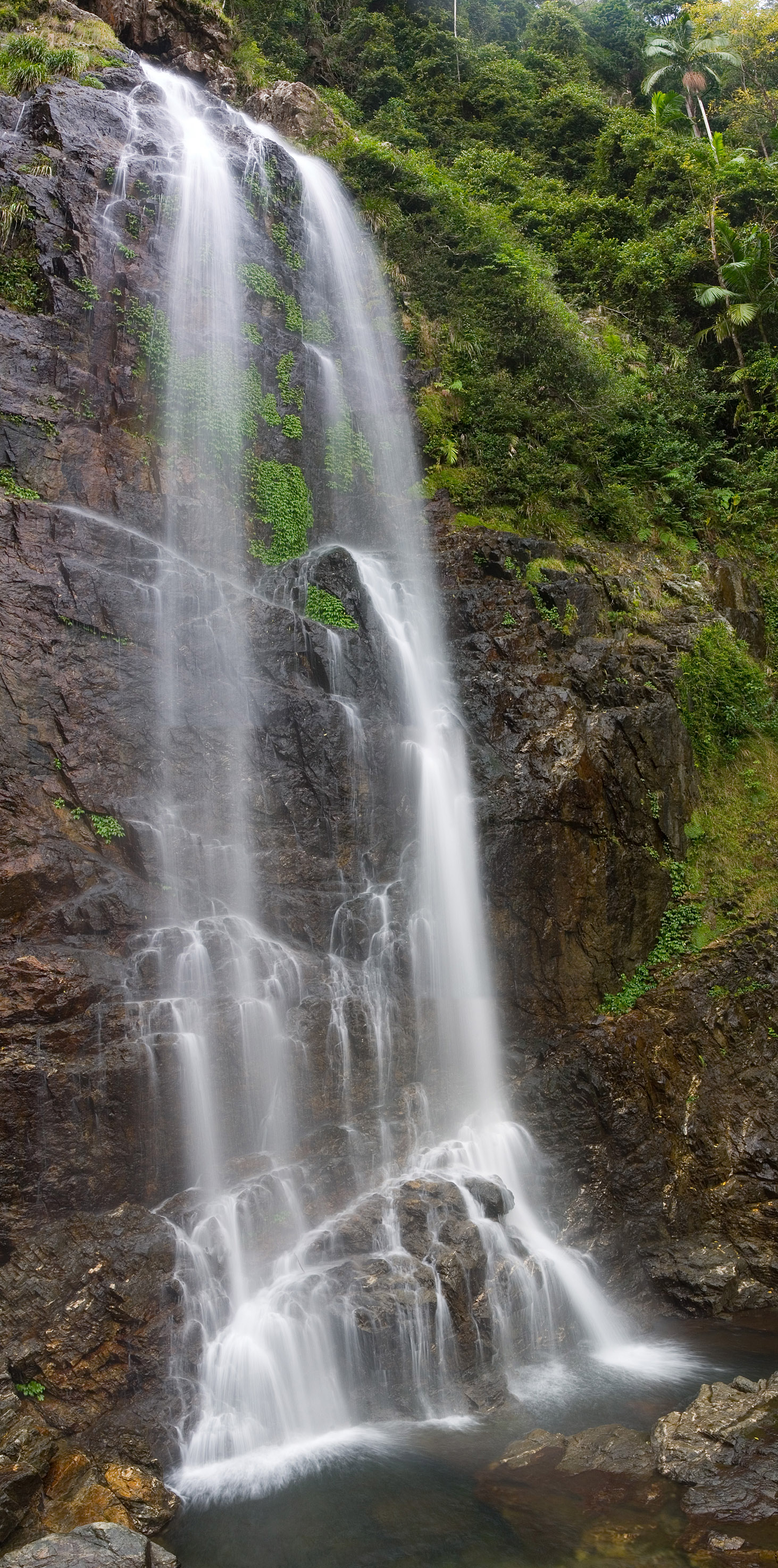
Cascada Cedar

Parcul Național Dorrigo este situat în statul  New South Wales, Australia la ca 580 km nord de Sydney. Parcul a fost întemeiat în anul 1967, el se întinde pe o suprafață de 119 km² fiind administrat de „New South Wales National Parks and Wildlife Service”. El este unul din cele opt parcuri din „Central Eastern Rainforest Reserves” ( 3.665 km² ) care este patrimoniu UNESCO. In parc se află o platformă așezată peste coroana copacilor de unde se pot observa păsările din parc.